# Estadio Norberto Tomaghello
El Estadio Norberto «Tito» Tomaghello es un recinto deportivo propiedad el Club Social y Deportivo Defensa y Justicia, ubicado en la localidad bonaerense de Gobernador Costa, Argentina.  Se sitúa en la intersección de avenida Humahuaca y calle 501, en el partido de Florencio Varela. Tiene capacidad para aproximadamente 18 700 espectadores.
Fue inaugurado el 26 de febrero de 1978. Aquel día, Defensa y Justicia disputó un partido ante la tercera de Boca Juniors, que contaba también con algunos profesionales. En noviembre de 1979, y ante el mismo equipo, se estrenó la iluminación artificial. El nombre del estadio en ese momento era General Don José de San Martín. El 15 de diciembre de 1990 fue rebautizado como «Norberto “Tito” Tomaghello», quien fuera presidente del club durante mucho tiempo.

## Ampliación
Durante los primeros años de la década del 2000 el estadio mantuvo una fisonomía: Una tribuna local con capacidad para 3600 personas, una general visitante de similar aforo (3500) y una platea de madera, que alojaba 10 cabinas de prensa en dos pisos. Con un Defensa ya consolidado en la Primera B Nacional, con una identidad propia fijada y con la meta de ascender a la máxima categoría del fútbol argentino, el estadio Norberto Tomaghello fue testigo de cambios trascendentales. En primer lugar, se sustituyó la vieja platea de madera por una platea de cemento con butacas individuales. Al mismo tiempo, se añadieron más cabinas de prensa, mejorando la contextura y edificando nuevos palcos. 
Posteriormente, hacia finales del año 2011, se efectuó una importante inversión para la construcción de nuevas torres de iluminación y un nuevo sistema lumínico. Se volvió a ampliar el sector de cabinas y palcos, pasando a contar con 26 y 15, respectivamente. En 2014, en vísperas del ascenso a primera división, la tribuna general, que hasta ese momento era la visitante, duplicó su capacidad: pasando de 3500 personas a 7000 localidades. La misma se estrenó el 19 de mayo de 2014, en un partido contra Ferro Carril Oeste, en lo que fue el festejo por lo logrado por ese torneo. Esa fecha nadie quiso perderse de estar presente en la cancha. A finales de 2014, en uno de los laterales del campo de juego en donde actualmente se encuentran los bancos de suplentes, comenzó la construcción de una nueva platea. La edificación finalizó ese mismo año y cuenta con 1000 butacas. Este sector, se estrenó el 23 de febrero de 2015, en la segunda fecha del campeonato argentino contra San Lorenzo de Almagro. A raíz de la rotura en una de sus tribunas en un encuentro disputado contra River Plate, se firmó un contrato con Shap S.A para la renovación total del sector que da a la calle Humahuaca. Se realizaron trabajos de suelo para amoldar el terreno y tiene la particularidad, de que comienza a los 2 metros de altura y cuenta con: a) 22 escalones (80 metros de extensión) y b) dos accesos por rampas laterales. Fue estrenada el 26 de agosto de 2017 en un partido disputado contra Gimnasia La Plata, el cual finalizó en empate (4 a 4). Para poder participar de la Copa Libertadores, Defensa y Justicia tuvo que desarrollar un proyecto lumínico. En enero de 2020, se firmó un acuerdo con Brightness LLC para la instalación de un nuevo sistema de iluminación led. El proyecto integral abarcó tres puntos: iluminarias led (234 luminarias led marca Ledvance), torres de iluminación y un sistema eléctrico. En este mismo mes, se comenzó a reemplazar las torres por otras nuevas, las cuales fueron colocadas en distintos puntos a 35 metros de altura. Tanto la colocación como el armado del sistema estuvieron a cargo de la firma OSEV. Si bien las mismas se estrenaron el día 26 de enero de 2020 contra Talleres de Córdoba, este partido no se disputó en horario nocturno. Los cambios recién se notaron en febrero contra Rosario Central.